# Caviria vestalis
Caviria vestalis är en fjärilsart som beskrevs av William Schaus 1906. Caviria vestalis ingår i släktet Caviria och familjen tofsspinnare. Inga underarter finns listade i Catalogue of Life.